# トニー・サウスゲート
トニー・サウスゲート（Tony Southgate, 1940年5月25日 - ）は、イギリス出身のレースカーデザイナーである。そのキャリアにおいて、フォーミュラカー、スポーツプロトタイプの設計を手掛け、F1だけで20年以上のキャリアを持ち、スポーツプロトタイプでは1988年のル・マン24時間レースの優勝車両であるジャガー・XJR-9LMの設計で特に知られる。設計した車両がF1のグランプリレース、ル・マン24時間レース、インディ500のいずれにおいても優勝している唯一人のカーデザイナーであるとされる。

## 1960年代～1980年代（F1の時代）
10代の頃にモータースポーツに魅せられ、1950年代当時のイギリスレースファンの間でよく知られていた750モータークラブ（750MC）の会員となった。
1958年に会員となったサウスゲートはローラに入社するまで同クラブで車両製作を行い、自身で運転することもあったという。

### ローラ
1962年にローラ・カーズに製図士として雇われてプロとしてのキャリアを始め、ローラの創業者でエンジニアであるエリック・ブロードレイの下、当時のローラが手掛けていたF1カーのマーク4、レーシングスポーツカーのT70やフォード・GT40に携わった。
1964年のインディ500に向けて、ブラバムの車両製作に協力することになり、ロン・トーラナックの下に出向。翌年には再びブロードレイの下で先進的なインディカーのローラ・T80の製作に関わる。
1966年にはインディカーのローラ・T90の製作をブロードレイに次ぐ立場で担当し、グラハム・ヒルによって駆られた車両がインディ500で重要な勝利を挙げる。この優勝後にサウスゲートはブロードレイに優勝記念のステッカー作成を提案するが、渋られたため結局自費で作成する。
1967年、ローラの株主で当時ホンダF1に所属していたジョン・サーティースからの相談により、ブロードレイがT90を流用する形でホンダ用のF1車両（RA300、ローラ・T130）をほぼ一人で設計し、サウスゲートはそれに製図担当の主任という立場で関わった。製図担当と言っても、作業は現物合わせで進められていたということを当時ホンダからローラに派遣されていた佐野彰一が後年証言している。
サウスゲートはローラのことは気に入っていたが、ローラでは常にブロードレイのナンバー2の立場に甘んじるほかないということに不満を感じ、新天地を求めることになる。

### オール・アメリカン・レーサーズ
1967年末にローラを去ったサウスゲートは、ローラでの経験が買われてダン・ガーニーのオール・アメリカン・レーサーズ（AAR）に雇われ、インディカーやフォーミュラ5000車両の開発に携わる。ガーニーは当初はF1を設計させるつもりでサウスゲートを雇っており、サウスゲートはイギリスにあるAARのファクトリーで働き始めたが、ほどなくして、AARがF1での活動を縮小することになったため、サウスゲートはカリフォルニアに移り、インディカーの設計に集中することになる。結果、サウスゲートが設計した「イーグル」は1968年のインディ500においてボビー・アンサーとAARにインディ500初優勝をもたらした。
1969年のインディ500に向けて設計した新型イーグルでは、ロータス・56に影響を受けて、楔形のデザインを採用した。しかしながら、風洞実験で空力を確認するということは当時まだ一般的ではなかったため、空力、排熱、エアインテークといった複数の箇所に問題を抱えていることが実車の完成後に判明。完成した車両は高速走行時に車体前部に揚力が発生しアンダーステアを引き起こすという欠陥を持ち、インディ500ではジョー・レオナルドが駆った（スモーキー・ユニックが整備したことで知られる）車両が6位に入ったものの、サウスゲートは前年からの後退を味わう。
AARはサウスゲートにローラ時代の2倍の報酬を支払い、当時のカリフォルニアの物価はサウスゲートがイギリスで住んでいたスラウよりずっと安かったこともあり、サウスゲート本人は生活に満足していたが、妻のスーはアメリカでの生活になじめず、重度のホームシックとなっていた。そうした事情を抱えていた時にBRMチームからのオファーがあり、サウスゲート自身もF1の設計をしたいと以前から希望していたこともあり、その申し出を受けた。

### BRM

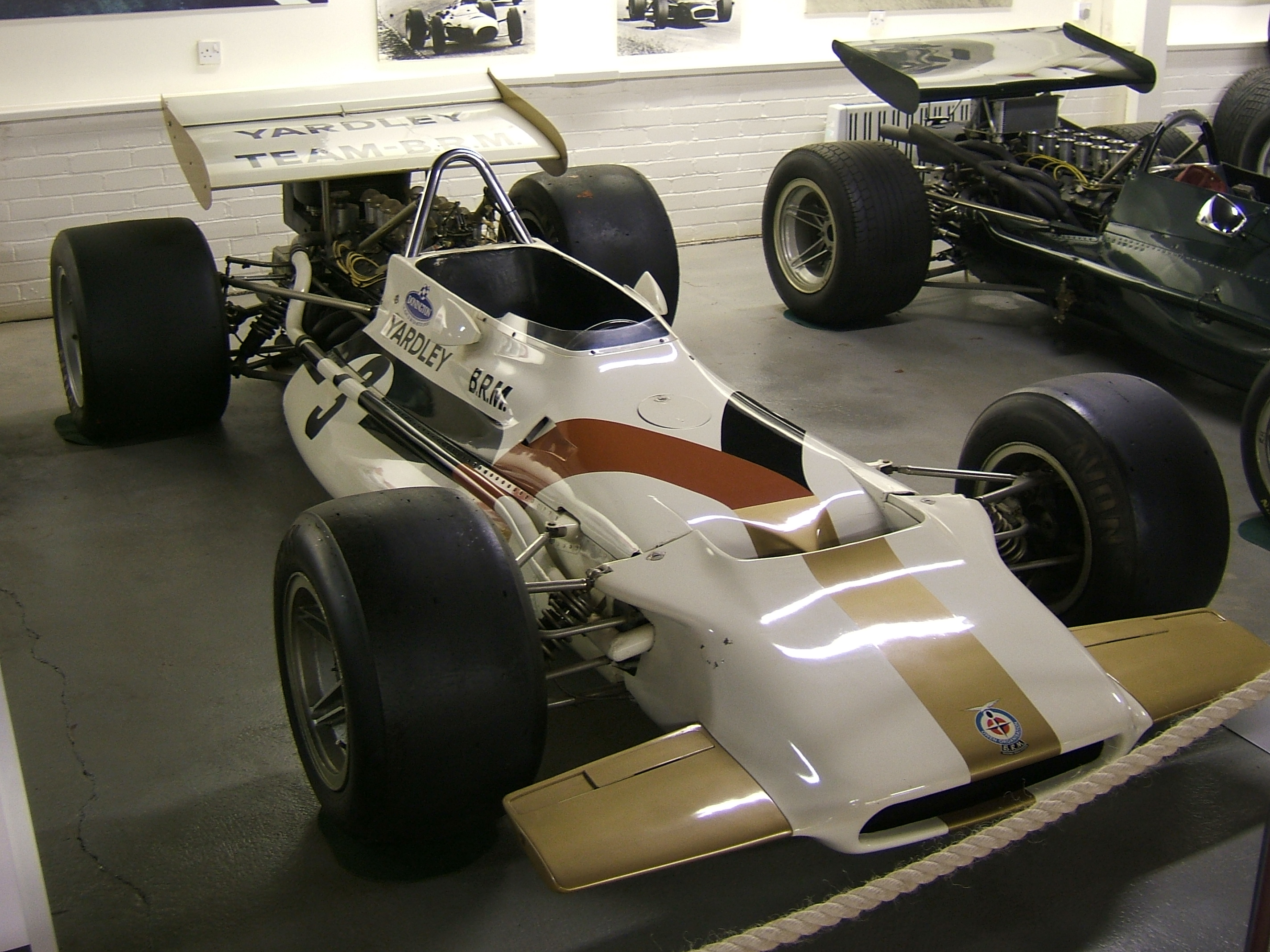
BRM・P153（1970年）

1969年、イギリスに戻ったサウスゲートはBRMのチーフデザイナーとなり、自身が中心となって手掛けた最初のF1カーとなるP153を完成させる。
P153は1970年のF1世界選手権に投入され、4戦目で優勝を飾るなど好走し、翌1971年に投入されたP160も高い競争力を発揮したため、この両車両の成功はサウスゲートの名を大いに高めることとなる。
しかしながら、1971年の選手権後に行われた非選手権レース中の事故でエースドライバーのジョー・シフェールを失ったことや、1972年の新車P180の失敗により、チームは退潮傾向となり、サウスゲートは1972年限りでチームを離れることとなる。結果として、シフェールの代役として加入したジャン＝ピエール・ベルトワーズがこの年のモナコグランプリで旧型のP160で挙げた勝利が、BRMにとってはF1での最後の勝利となった。
サウスゲートがBRMに移籍した当時、入れ替わりでBRMから去ったトニー・ラッドとピーター・ライトはチーム在籍時にグランド・エフェクトの研究をしており、サウスゲートはそれを一部引き継いだ。二人が試作し残していったウィングカーのコンセプトは未完成だったため役立つものではなかったが、サウスゲートは二人が利用していたインペリアル・カレッジの風洞施設はBRMから去った後も引き続き使い続けることになる。

### シャドウ

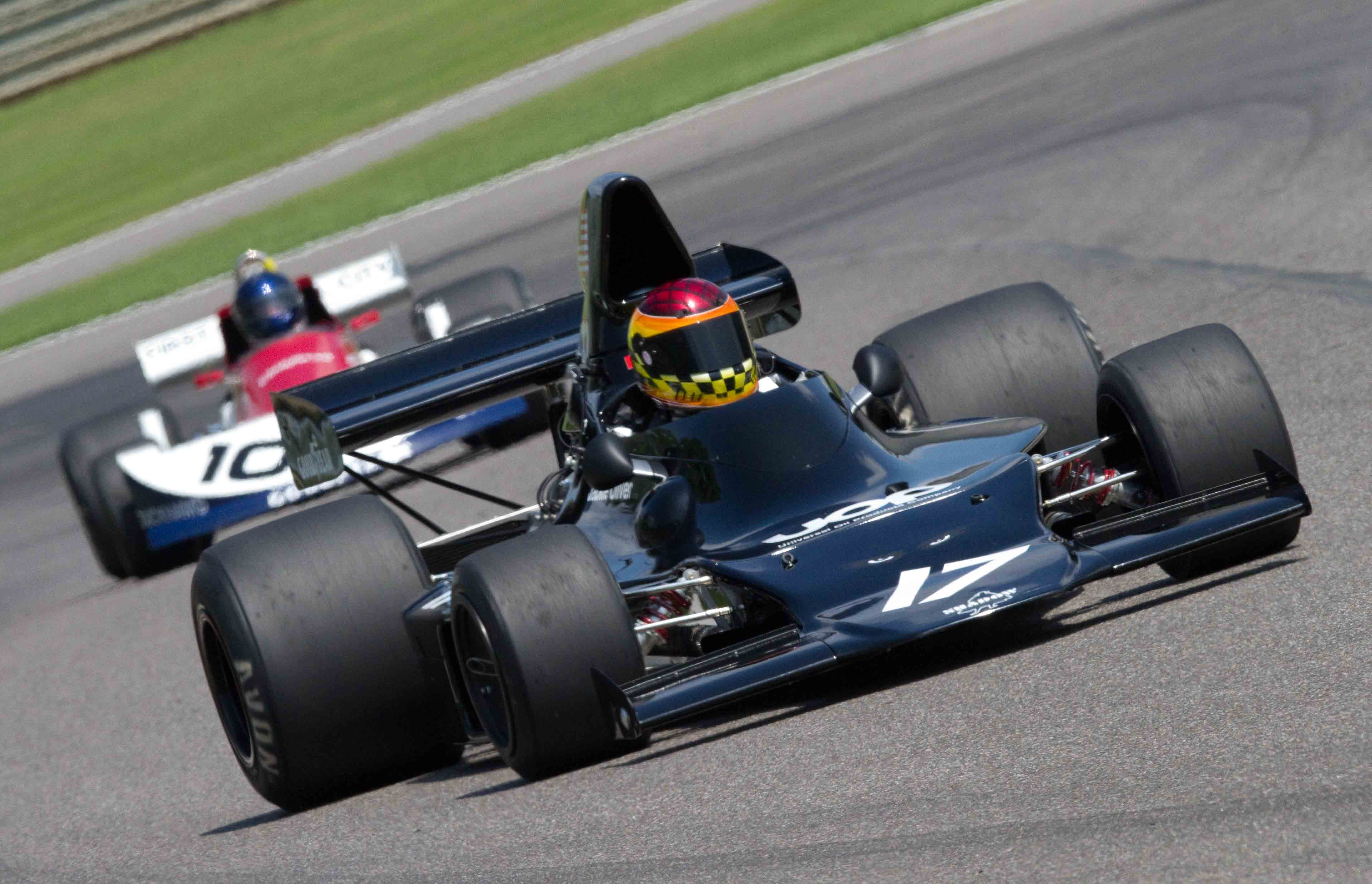
シャドウ・DN1（1973年）

1972年末、BRMを離れたサウスゲートはシャドウに加入した。シャドウは1972年当時は北米のCan-Amに参戦していたが、1973年からのF1参戦を目論んで、1972年に多くのエンジニアやスタッフを雇い入れており、デザイナーとしてサウスゲートに白羽の矢を立てたという経緯である。当時、Can-Amでシャドウのために走っていたジャッキー・オリバーはF1ではBRMから出走していたことがあり、サウスゲートの移籍はオリバーが仲介した。
サウスゲートはシャドウにとって初のF1カーとなるDN1の試作車を、イギリスのリンカンシャーにある彼個人のガレージで完成させた。実車の製作はアメリカで行われたため、サウスゲートも再びアメリカに居を移すこととなる。
1973年のF1世界選手権で、初参戦のシャドウはジャッキー・オリバーとジョージ・フォルマーを擁し、彼らに駆られたDN1は好走を見せ、デビュー初年度に2回の表彰台を獲得した。
サウスゲートは1973年と1974年にシャドウのCan-Am用のレースカーも手掛け、1974年にはF1と同じくオリバーとフォルマーがDN4を駆ってシリーズランキングの1位と2位を占めた。
F1では、1974年にDN3のテスト中の事故でピーター・レブソンが死亡。
風洞の活用

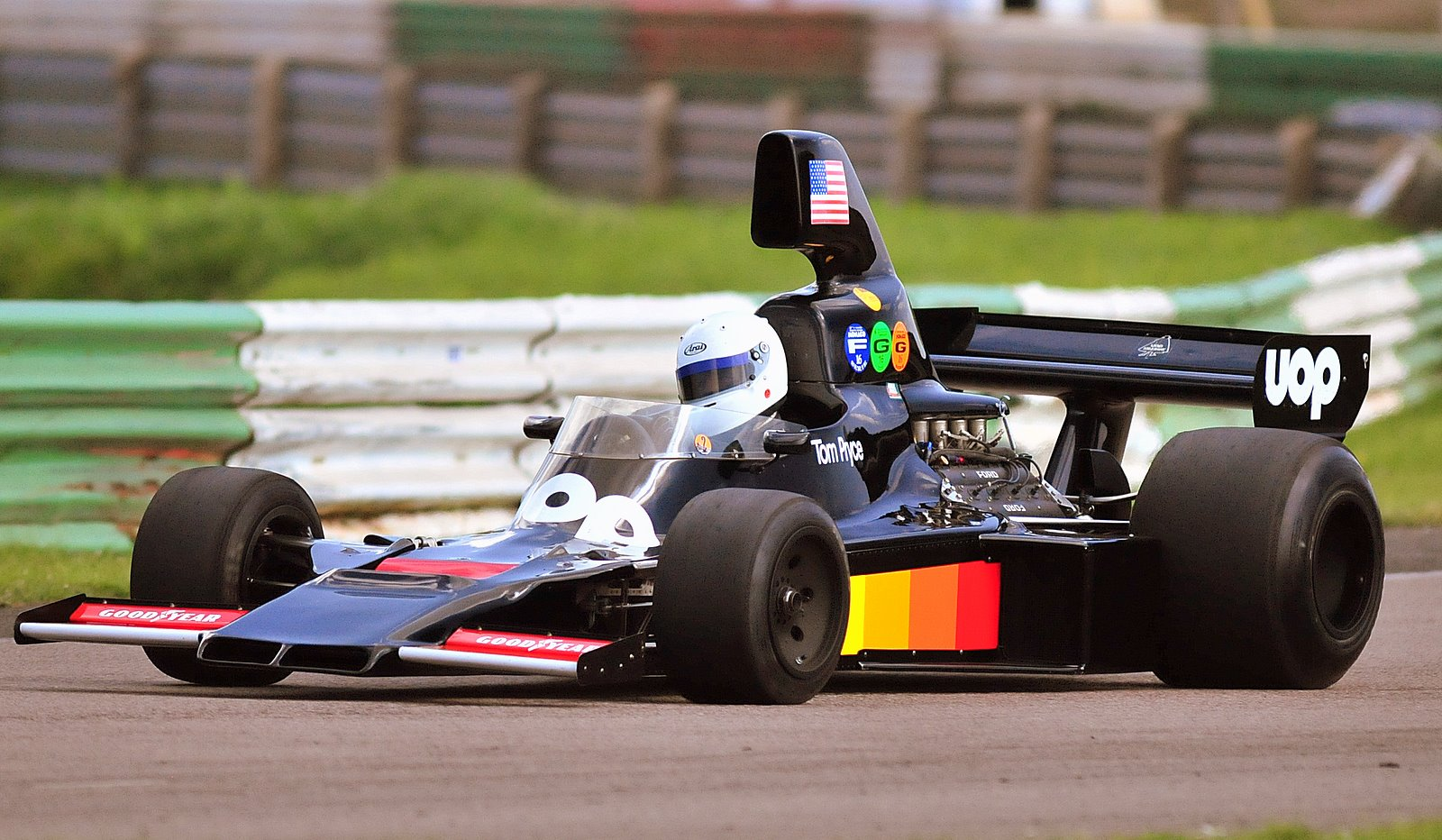
シャドウ・DN5（1975年）

1975年のDN5では、設計にあたりファーンボロにあるローリングロード付きの風洞実験設備を使用した。これによりDN5はダウンフォースの前後バランスが適切に図られるなど、当時としては空力的に洗練された車体に仕上がった。しかしながら、DN5はドライバーのジャン＝ピエール・ジャリエとトム・プライスの両名ともに予選でポールポジションをもたらすなど、速さこそ示したものの、信頼性は低かったため、結果にはつながらない車となった。

### ロータス
1976年初め、コーリン・チャップマンの招きに応じて、サウスゲートはロータスに移籍する。
移籍したものの、当時のロータスは設計陣にマーティン・オグルヴィ、ラルフ・ベラミー、ジェフ・オールドリッチ、ピーター・ライトといった優れたデザイナーがそろっていた時期でもあり、製図板に向き合う機会はなく、チーフエンジニアとして働く。

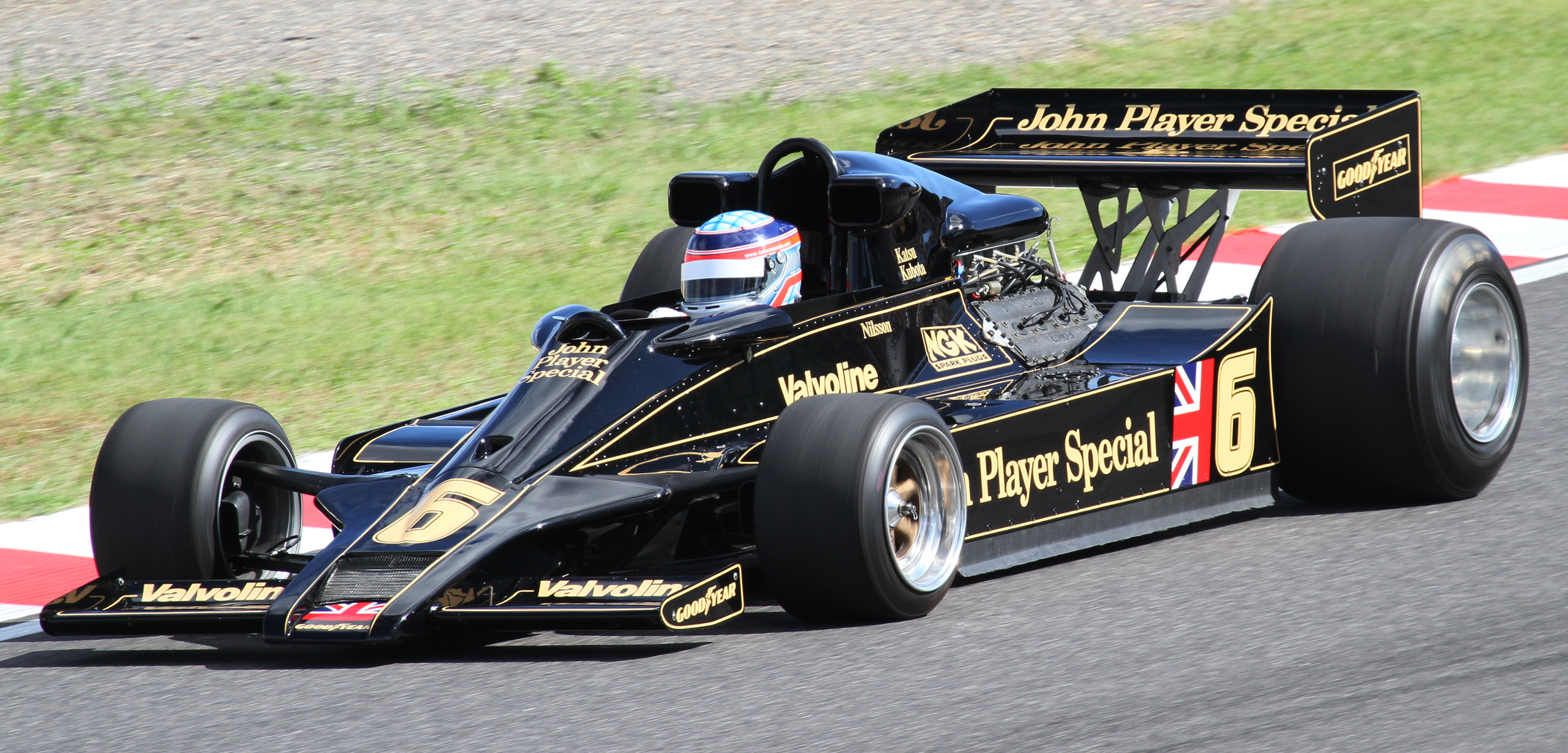
ロータス・78（1977年）。サウスゲートはサイドスカートのテストに関わった。

1977年半ばまで所属してロータス・77とロータス・78に携わったが、1年半ほどで去ることになる。
なお、サウスゲートがBRMに加入する以前に同チームでグラウンド・エフェクトの研究をしていたラッドとライトはその後も研究を続け、マーチを経て研究成果を反映して完成させたのがロータス・78である。サウスゲートは同車の重要パーツであるサイドスカートの実験と開発をエンジニアとして担当しており、グラウンド・エフェクト（ベンチュリ効果）の活用についての知見をいち早く得ることになった。

### アロウズ
1977年にロータスを去ったサウスゲートは一時的にシャドウに戻ったが、この年の年末にはシャドウのアラン・リーズ、ジャッキー・オリバー、デイブ・ウォスとともに独立し、自身を含む4人に出資者のフランコ・アンブロジオを加えた5人で新たなF1チームのアロウズを創設した。
コピー車両問題
1978年の第2戦ブラジルGPでデビューしたアロウズはデビュー初戦からアロウズ・FA1を走らせ、2戦目の南アフリカGPではリカルド・パトレーゼ（前年にシャドウからF1デビューしサウスゲートらとともにアロウズに移った）がレースをリードし、結果はリタイアに終わったものの当初から速さを見せた。しかしながら、この車はサウスゲートが前年にシャドウで1978年用として開発していたシャドウ・DN9と酷似していたため、シャドウから工業所有権侵害としてイギリスで訴訟を起こされ、同年7月31日にその訴えを認める判決が出たことで、アロウズはシーズン途中でFA1の使用を禁止される事態となった。敗訴することは事前に想定されていたため、オリバーに命じられていたサウスゲートは新車のアロウズ・A1の開発をあらかじめ進めており、設計開始からわずか52日でA1を完成させ、シーズン終盤に使用した。
不発に終わったウィングカー

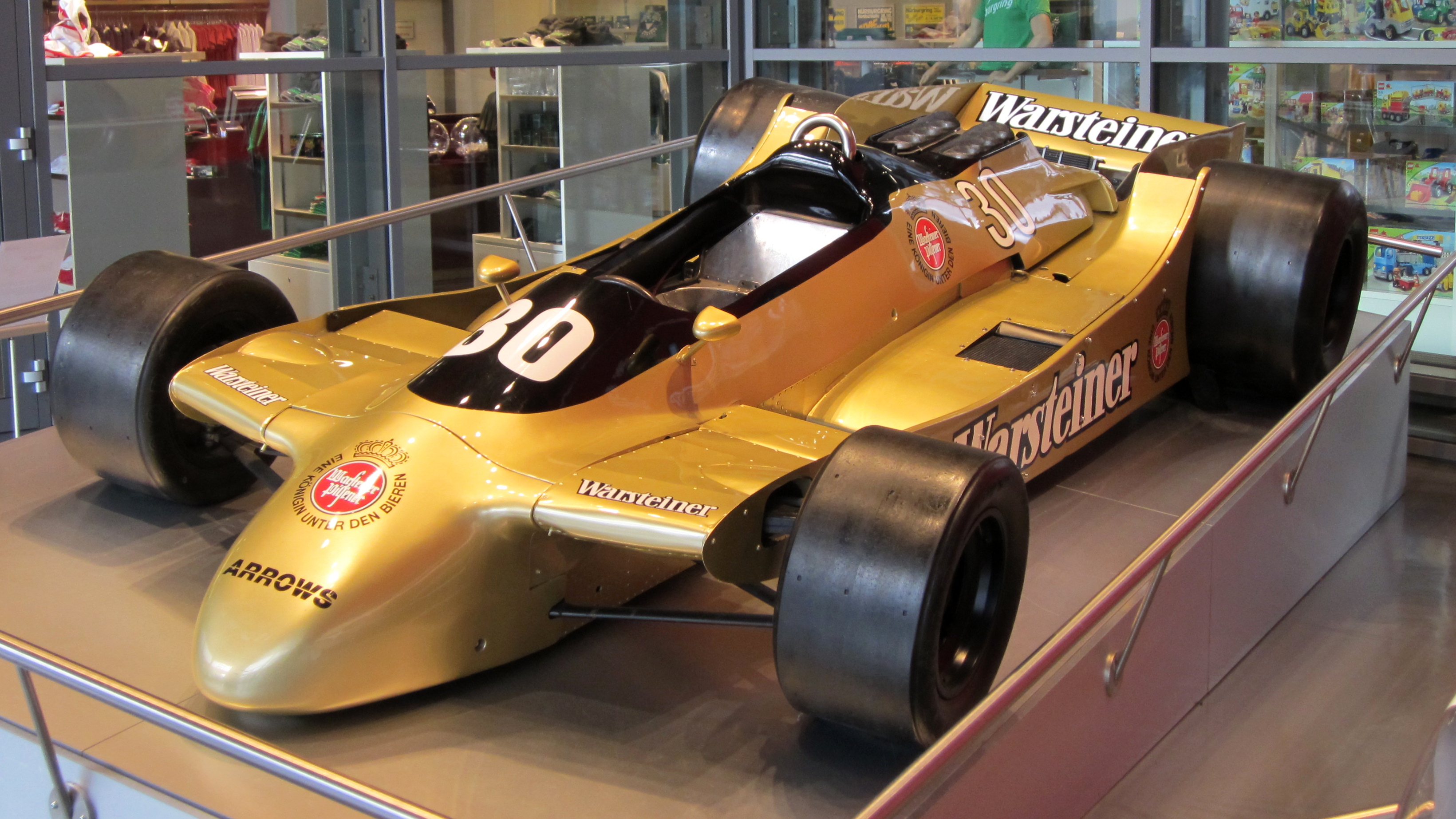
アロウズ・A2（1979年）

アロウズでは翌1979年後半のA2、1980年のA3の設計も手掛けた。サウスゲートはロータスで得たベンチュリ効果の知識をA2では本格的に投入し、フロントウィングだけでなく、リアウィングも存在しない斬新な車体を設計したが、車体剛性の不足に起因して失敗に終わる。そのため、翌年のA3では標準的な外観の車体を設計したものの、こちらは信頼性に問題を抱えた。
パトレーゼの健闘によりどちらの車両も中団を走ったが、ここで（シャドウの時と同様）チームの資金問題が発生し、開発資金が枯渇する。そんな中、オーナー業に専念していたジャッキー・オリバーはメインスポンサーだったドイツ企業ヴァルシュタイナーとの契約を維持するため、グスタフ・ブルナーをはじめとするドイツ系エンジニアを突如として雇い入れた。そうした状況によって居場所を失ったサウスゲートは、1980年にはチームを辞してフリーランスのエンジニアとなった。
チーム創設者の一人であったサウスゲートはチーム株式の10%分を保有していたが、最終的にアロウズはオリバーによって全体をわずか5万ポンドとして買収されることになり、サウスゲートの手元に入った額は5000ポンドだけだった。サウスゲートはアロウズについては時間の無駄だったと述懐している。

### セオドール～オゼッラ
セオドール・レーシングとの契約により、1980年後半は同チームの翌年用車両を設計し、完成したセオドール・TY01はデビュー戦となる1981年アメリカ西グランプリでいきなり6位入賞したものの、これが唯一の入賞となった。
1983年に向けてオゼッラと契約し、オゼッラ・FA1Dの改修やオゼッラ・FA1Eの設計を手掛ける。オゼッラは資金力に乏しいチームで、FA1Eの開発にあたっては、それまでのフォード・DFVエンジンからアルファロメオ製V12エンジンにエンジンを変更するにあたって、新規のシャシーを用意する余裕はなく、リアサスペンションなどを含め多くをFA1Dから流用する形で設計することを余儀なくされた。FA1Eは1983年から1984年にかけて13戦にエントリーして、のべ20台走ったが、決勝を完走したのはわずか3度にとどまり、グスタフ・ブルナーからは1983年で最悪の車だと酷評された。

## 1980年代～1990年代（スポーツプロトタイプの時代）
サウスゲートは1980年代以降はグループCカーやIMSA GTPといったスポーツプロトタイプ車両を主に手掛けている。
1980年代前半にフォードの仕事を請け負い、1982年の世界耐久選手権用のグループCカーであるフォード・C100や、世界ラリー選手権（WRC）用のグループBカーであるフォード・RS200の車体設計を手掛けた。

### TWR
| XJR-9のルマン仕様（シルクカットジャガー）とIMSA仕様（カストロール）。 |  | XJR-9のルマン仕様（シルクカットジャガー）とIMSA仕様（カストロール）。 |
| XJR-9のルマン仕様（シルクカットジャガー）とIMSA仕様（カストロール）。 |  |                                                                       |

1984年にトム・ウォーキンショー・レーシング（TWR）に雇われ、ジャガーのスポーツプロトタイプのXJRシリーズの設計を手掛けることとなる。トム・ウォーキンショーとの面識はなかったが、以前シャドウのスタッフで当時TWRのチーム監督になっていたロジャー・シルマンから打診され移籍が実現した。
当時のグループCはポルシェ・956の独壇場であったが、サウスゲートは、ポルシェ・956は信頼性に大きな強みを持つものの車体剛性や空力性能など車体に投じられている技術はF1に比してそれほど高水準ではないと分析し、速さによって出し抜ける可能性を見出す。
TWRで最初に設計したのは1985年のジャガー・XJR-6で、この時にF1で得た知見を取り入れ、スポーツプロトタイプとしては他に先駆けてカーボンモノコックを採用し、堅牢な車体を実現した。シャシー性能が高かった一方で、エンジンとギアボックスの信頼性が低く、後継車両でも課題となる。3年目の挑戦となる1988年のル・マン24時間レースでは信頼性の低さを出走台数でカバーする方針を取り、「5台走らせて3台完走すればいい」という考えで5台のXJR-9LMを投入し、目論見通り3台が完走し、その内の1台（2号車）が優勝を手にした。
その後、1990年にTWRを離脱するまでの活動期間で、サウスゲートが設計した車両はスポーツカー世界選手権ではタイトル獲得2回（1987年・XJR-8LM、1988年・XJR-9LM）、ル・マン24時間レースでは総合優勝2回（1988年・XJR-9LM、1990年・XJR-12LM）、デイトナ24時間レースでは総合優勝2回（1988年・XJR-9、1990年・XJR-12D）という結果を残している。
ル・マン24時間レースにおける結果について、サウスゲート自身はベストレースとして、優勝した1988年や1990年ではなく、投入した3台全てが完走（2～4位フィニッシュ）した1991年を挙げている。
ウォーキンショーとの関係は良好だったが、アストンマーティンのルマン参戦プロジェクトに好待遇で誘われたため、TWRを離脱する。

### TWR離脱後

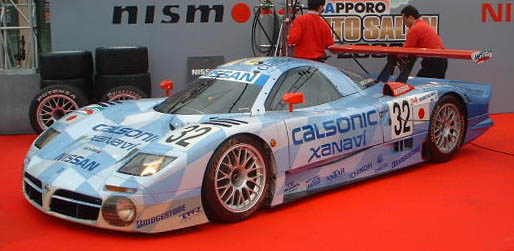
日産・R390（1997年～1998年）※写真は1998年の車両。

結果的にアストンマーティンの計画は数か月で白紙となり、その後はトヨタ・TS010（1991年）、フェラーリ・333SP（1994年）、日産・R390（1997年）といったいくつかのスポーツプロトタイプ車両の開発に携わった。
この時期の仕事は基本的にいずれもアドバイザーとしてのもので、自ら設計を手掛けた日産・R390にしても、TWR離脱以前に自身が手掛けたジャガー・XJR-15を手直しして設計したもので、完全に新規設計したものではない。
最後の仕事として、アウディがル・マン24時間レースに初参戦する際に製作したR8CとR8Rの開発に技術コンサルタントとして携わっている。
2000年、R8C、R8Rの後継車両であるアウディ・R8の完成を見届け、60歳の時にエンジニア生活から引退した。